# Франц Ксавер Райх
Франц Ксавер Райх (нар. 1 серпня 1815 в Гюфінгені; † 8 жовтня 1881 там само) — німецький скульптор у Бадені.

## Життєпис
Франц Ксавер Райх був сином старшого вчителя Луціана Райха та його дружини Марії Йозефи Шельбле, сестри диригента Йоганна Непомука Шельбле. Мав молодшого брата Лукіана, який також був художником. Елізабет (1819—1871), сестра обох, вийшла заміж за літографа та фотографа Йоганна Непомука Гейнемана.
Після початкової підтримки свого батька Франц Ксавер Райх прийшов у скульптурний клас Йоганна Непомука Цвергера в Інституті Штеделя в 1832 році за рекомендацією свого дядька Шельбле. Крім своєї прихильності, він незабаром здобув прихильність директора Філіпа Вейта та професора Фрідріха Максиміліана Гессемера. Через свого дядька він удосконалив свою гру на фортепіано і став членом його Асоціації Св. Цецилії. Його першою самостійною роботою став бюст Бетховена за мотивами гравюри, копії якого тривалий час продавала гіпсова ливарня Карла Банні.
Після того, як він познайомився з австрійським скульптором Людвігом Шаллером під час поїздки до Мюнхена, він запросив його до своєї майстерні в 1835 році, щоб створити рельєф Гольбейна, який він моделював для Старої пінакотеки. Оскільки Шаллер створив два рельєфи Гольбейна, це або зображення Ганса Гольбейна Молодшого з родиною Томаса Мора, або рельєф, на якому зображено Анну Болейн.